# Les Schtroumpfs (jeu vidéo, 1999)
Les Schtroumpfs est un jeu vidéo de plates-formes développé par Heliogame et édité par Infogrames, sorti en 1999 sur PlayStation adapté de la série de bandes dessinées éponyme. 